# Dinodasys mirabilis
Dinodasys mirabilis är en djurart som tillhör fylumet bukhårsdjur, och som beskrevs av Adolf Remane 1927. Dinodasys mirabilis ingår i släktet Dinodasys och familjen Turbanellidae. Arten är reproducerande i Sverige. Inga underarter finns listade i Catalogue of Life.